# Günther Rall
Pour les articles homonymes, voir Rall.
Günther Rall, né le 10 mars 1918 à Gaggenau et décédé le 4 octobre 2009 à Bad Reichenhall, est un pilote de chasse allemand et un as qui remporta 275 victoires durant la Seconde Guerre mondiale durant laquelle il fut abattu huit fois et blessé trois fois. Il se classe au troisième rang mondial des as de l'aviation militaire. Il reçut la croix de fer pour ses exploits.

## Biographie
Günther Rall est né en Forêt-Noire d'une famille de marchands. Son père était en opération pendant la Première Guerre mondiale. Il a vu pour la première fois à son retour Günther Rall. Sa famille a déménagé quand il avait 3 ans et Günther Rall a été élevé et éduqué à Stuttgart. Il y étudie le latin et le grec. Il s'engagea dans la Wehrmacht en 1936 où il rentra au collège de guerre de Dresde.  En 1938, il rentra comme pilote de chasse dans la Luftwaffe avec le grade de lieutenant au sein de la Jagdgeschwader 52.

### Seconde Guerre mondiale

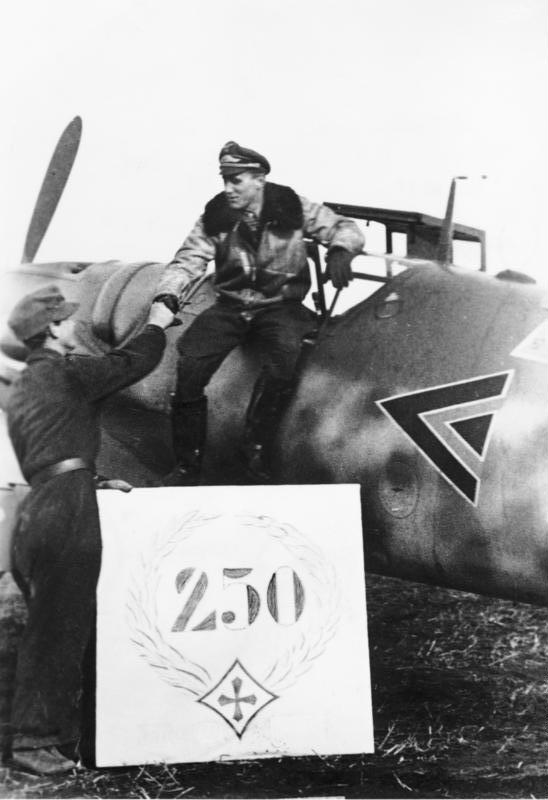
Photo pour la commémoration de sa victoire le 20 janvier 1944.

Sa première victoire eut lieu le 18 mai 1940, durant la bataille de France contre un Curtiss H.75 de l'armée de l'air française.
Durant sa participation à la bataille d'Angleterre au cours de laquelle son unité subit de grosses pertes, il fut promu Oberleutnant le 1er août 1940.
Sa formation fut ensuite engagée dans la campagne des Balkans dont la bataille de Crète avant de participer au front de l'Est ou Günther eut 272 de ses 275 victoires contre des avions des Voénno Vozdouchnyé Sily. Le front de l'Est était constamment mouvant, et les conditions étaient très dures, opérant avec des températures extrêmes notamment l'hiver, et il fallait faire voler les avions en l'absence d'un terrain d'aviation et vivre en l'absence de baraquements. Günther Rall fut abattu huit fois et blessé trois fois. Il passa l'essentiel de l'année 1942 à l'hôpital après s'être écrasé au sol et avoir eu le dos cassé en trois endroits. Le 2 novembre 1942, Rall a été tenu de rencontrer Adolf Hitler, et a reçu personnellement la Croix de chevalier de la Croix de fer avec des feuilles de chêne ( Ritterkreuz des Eisernen Kreuzes mit Eichenlaub ). Rall en profite pour demander à Hitler quand la guerre sera finie. À la surprise de Rall, Hitler a répondu qu'il ne savait pas. Après la cérémonie, Rall a obtenu un congé. Rall s'est rendu en train à Vienne le 11 novembre et a épousé Hertha. À la fin de son congé, Rall est retourné au front et a reçu l'ordre de couvrir la retraite après la bataille de Stalingrad au cours de laquelle plusieurs armées de campagne de l'Axe ont été détruites. La tête de pont de Kuban, était la principale zone d'opérations de Rall au début de 1943. Hitler souhaitait maintenir son ancrage dans le Caucase pour défendre la Crimée et conserver les installations capturées à Maykop , qui venaient d'être réparées. Vers la fin de 1944, il eut le pouce arraché par une balle du Captain américain Joseph Powers Jr lors d'un combat aérien. Il commenta qu'il devait très probablement d'avoir eu la vie sauve à la fin de la guerre à cet incident qui lui interdit le combat : il ne pouvait plus actionner le bouton de commande des mitrailleuses. Il enseigna aux jeunes recrues puis dirigea un escadron de nouveau sur le front. Le 12 septembre 1943, Adolf Hitler, lui décerne les épées à sa croix de chevalier. Il était le 34e membre des forces armées allemandes à être honoré. La présentation a été faite par Hitler au Wolfsschanze, siège d'Hitler à Rastenburg. Trois autres officiers de la Luftwaffe ont reçu des récompenses ce jour-là par Hitler, le major Hartmann Grasser et Hauptmann Heinrich Prinz zu Sayn-Wittgenstein ont reçu les feuilles de chêne, et Hauptmann Walter Nowotny a également reçu les épées de sa croix de chevalier avec des feuilles de chêne. Dieter Hrabak, était un chef d'escadre à un moment donné de Günther Rall et qu'il est l'un de ses amis les plus proches.
Le JG 52 fut affecté au Groupe d'armées Sud lors de l'opération Barbarossa. Gunther Rall a volé avec Hans-Ulrich Rudel, comme escorte de chasse pour son groupe à plusieurs reprises. Ils effectuaient des missions normales de Ju-87 et les avait escortés en Russie. 
Le 28 novembre 1941, il obtient sa 36e victoire et le 20 janvier 1944, il obtient sa 250e victoire.
Son dernier commandement fut Jagdgeschwader 300 partant de Salzbourg du 20 février 1945 jusqu'à la fin de la guerre. Il fut prisonnier de guerre en 1945 par les Américains. Il fut rendu à la vie civile après la dissolution de la Luftwaffe.

### Après guerre
Après le conflit, il fut interrogé en tant qu'officier par les armées d'occupation. Rall a été approché par les Américains qui recrutaient des pilotes de la Luftwaffe qui avaient de l'expérience avec le chasseur Messerschmitt Me 262. Envoyé pour interrogatoire depuis un camp de prisonniers de guerre à la Royal Air Force Tangmere avec l'as Stuka Hans-Ulrich Rudel. Ils ont été rencontrés à l'atterrissage par le commandant d'escadre Robert Stanford Tuck. Libéré, il ne put trouver de travail à cause de son passé de héros d'une époque révolue et honteuse. Il commença une petite entreprise d'abattage et de commerce de bois, pour rester à l'écart des villes, puis travailla chez Siemens en 1953.
En 1955, lors de la création de la Bundeswehr en Allemagne de l'Ouest, il se réengagea dans la nouvelle armée de l'air allemande sur l'insistance d'un de ses amis pilote et ancien combattant comme lui, Johannes Steinhoff.
Il dirigea le programme du F-104G "Starfighter" à partir de 1956 puis il termina sa carrière militaire comme chef d'état-major de la Bundesluftwaffe en 1970/1971, inspecteur de cette arme entre 1971 et 1973, avant d'être attaché militaire de l'Allemagne de l'Ouest à l'OTAN entre 1973 et 1975.
Son épouse, Herta, est morte en 1985.
Au milieu des années 1990, il contribua à la série documentaire "Wings" produite par la chaine Discovery Channel, en compagnie d'autres anciens combattants comme l'Américain Richard Peterson et en 2004, il publia ses mémoires "Mein Flugbuch" ("Mon Carnet De Vol").
Il est décédé le 4 octobre 2009 d'un infarctus du myocarde à son domicile de Bad Reichenhall,. Il est enterré avec son épouse Hertha, née Schön, décédée à 74 ans, au cimetière à Bad Reichenhall.
Au total, Günther Rall obtint 275 victoires aériennes, faisant de lui le 3e As de la Luftwaffe. Derrière Erich Hartmann son palmarès de 352 avions ennemis abattus entre novembre 1942 et mai 1945 puis Gerhard Barkhorn 301 victoires.

## Décorations
- Ehrenpokal der Luftwaffe (17 novembre 1941)[5]
- Insigne de pilote-observateur[6]
- Croix de fer (1939)
  - 2e classe (23 mai 1940)[7]
  - 1re classe (juillet 1940)[7]
- Insigne des blesses (1939)
  - en Or[6]
- Croix allemande en or le 15 décembre 1941 en tant que Oberleutnant dans la 8./JG 52[8]
- Bande de bras Kreta[6]
- Croix de chevalier de la croix de fer avec feuilles de chêne et glaives
  - Croix de chevalier le 4 septembre 1942 en tant que Oberleutnant et pilote dans la III./JG 52[9]
  - 134e feuilles de chêne le 26 octobre 1942 en tant que Oberleutnant et Staffelkapitän de la 8./JG 52[10][Notes 1]
  - 34e glaives le 12 septembre 1943 en tant que Hauptmann et Gruppenkommandeur dans la III./JG 52[9],[11]
- Agrafe des vols au front en Or pour les pilotes de chasse avec fanion "600"
- Mentionné 2 fois dans le bulletin radiophonique des Armées: le Wehrmachtbericht
- "Honorary Fellow" Society of Experimental Test Pilots (SETP)
- Ordre du Mérite de la République fédérale d'Allemagne avec Stern (étoile) (1973)